# Edyta Bartosiewicz
Edyta Małgorzata Bartosiewicz (ur. 11 stycznia 1965 w Warszawie) – polska wokalistka, gitarzystka, kompozytorka, aranżerka, autorka tekstów, producentka muzyczna. Członkini Akademii Fonograficznej ZPAV.
Działalność artystyczną rozpoczęła w drugiej połowie lat 80. Po okresie występów amatorskich związała się z zespołem Staff, przekształconym później w Holloee Poloy. Wraz z grupą zarejestrowała swój debiut fonograficzny pt. The Big Beat (1990). Utrzymana w stylistyce szeroko pojętej muzyki alternatywnej płyta nie odniosła sukcesu komercyjnego. Wkrótce potem zespół zakończył działalność, a wokalistka podjęła solową działalność artystyczną.
W 1992 wydała solowy, pop-rockowy album pt. Love. Sukces komercyjny przyniósł jej kolejny album – Sen (1994), który uzyskał status trzykrotnej platyny, sprzedając się w nakładzie 600 tys. egzemplarzy. Znaczną popularnością w kraju cieszyły się pochodzące z płyty piosenki: „Tatuaż”, „Koziorożec” oraz tytułowy „Sen”. W 1995 wydała trzeci album pt. Szok’n’Show, który uzyskał status dwukrotnie platynowej płyty i promował był m.in. przez single „Szał”, „Zegar” i „Ostatni”, notowane na licznych listach przebojów w kraju.
W 1997 wydała album pt. Dziecko, który zdobył status platynowej płyty. Krążek promowały przeboje „Jenny” i „Skłamałam”, które dotarły do pierwszego miejsca m.in. Listy Przebojów Programu Trzeciego i Szczecińskiej Listy Przebojów Polskiego Radia. W 1998 wydała album pt. Wodospady, który nie powtórzył sukcesu komercyjnego poprzednich płyt, nie uzyskując żadnego certyfikatu sprzedaży.
W pierwszej dekadzie XXI w. rozpoczęła prace nad szóstym albumem studyjnym. Realizację nagrań wielokrotnie przerywała, goszcząc w międzyczasie na płycie Krzysztofa Krawczyka pt. To, co w życiu ważne (2004) – nagrana w duecie piosenka „Trudno tak” promowała album i odniosła sukces komercyjny, była notowana m.in. na listach przebojów Polskiego Radia oraz została wyróżniona Fryderykiem. W latach późniejszych Bartosiewicz ograniczyła działalność do nielicznych występów scenicznych. Stała się także przedmiotem licznych doniesień medialnych, odwołujących się do jej problemów zdrowotnych. W 2010 wznowiła działalność, występując m.in. podczas Orange Warsaw Festival, na którym zaprezentowała nowy repertuar i zapowiedziała premierę kolejnego albumu. Płyta, zatytułowana Renovatio, ukazała się jednak dopiero w 2013. W 2020 wydała siódmy album studyjny Ten moment.
Jej albumy sprzedały się w łącznym nakładzie ponad 1 mln egzemplarzy. 16 piosenek dotarło do pierwszego miejsca Listy Przebojów Programu Trzeciego. Poza karierą solową gościła także w nagraniach wykonawców, takich jak: Krzysztof Krawczyk, Wojciech Waglewski, Kobranocka, Acid Drinkers, Hey, Róże Europy, Varius Manx, Agressiva 69 czy Kazik Staszewski.

## Życiorys
Uczęszczała do XXXIII Liceum Ogólnokształcącego im. Mikołaja Kopernika w Warszawie. Trenowała siatkówkę i łyżwiarstwo szybkie. Po skończeniu liceum podjęła studia w SGPiS w Warszawie (obecnie SGH). Wówczas założyła w Mińsku Mazowieckim swój pierwszy zespół muzyczny. W 1986 wyjechała do Londynu, a po kilku miesiącach wróciła do Polski. Po czwartym roku porzuciła studia i dołączyła do grupy Staff, z którą – po zmianie nazwy na Holloee Poloy – wygrała Mokotowską Jesień Muzyczną w 1989 i nagrała płytę The Big Beat (1990). W tym okresie współpracowała także z artystami, takimi jak: Wojciech Waglewski, Kazik Staszewski, Ziyo, Róże Europy, Acid Drinkers, Hey, Varius Manx, Human, Agressiva 69 czy Kobranocka.
Po rozwiązaniu współpracy z zespołem Holloee Poloy rozpoczęła występy solowe. W 1990 ogłoszona „najlepszą wokalistką” przez Magazyn muzyczny. Na przełomie 1991 i 1992 wraz z Rafałem Paczkowskim przystąpiła do nagrania w warszawskim Studio S-4 płyty pt. Love, którą wydała w maju 1992 nakładem Studia Izabelin. Album cieszył się popularnością i osiągnął status złotej płyty. W 1991 podpisała kontrakt z londyńską firmą Chrysalis Records na wydanie płyty na zachodnim rynku, album nie cieszył się jednak popularnością w Wielkiej Brytanii.
W 1992 odebrała nagrodę Bursztynowego Słowika oraz nagrodę dla wokalistki roku na Festiwalu w Sopocie. 18 września 1994 wydała album pt. Sen, którego realizacją zajął się Leszek Kamiński, mąż Bartosiewicz od 1990. W ramach promocji płyty w drugiej połowie września 1994 odbyła trasę koncertową w dziewięciu największych miastach Polski. W podsumowaniu miesięcznika „Tylko Rock” została wybrana przez czytelników najlepszą wokalistką roku, a przebój „Sen” – najpopularniejszą piosenką roku. 19 marca 1995 podczas uroczystości wręczania Fryderyków 1994 otrzymała dwie statuetki: za najlepszy album roku (kategoria płyta pop/rock) oraz dla najlepszej wokalistki roku. Za wysoką sprzedaż Snu (łącznie w ponad 600 tys. egzemplarzy) otrzymała także certyfikat trzykrotnie platynowej płyty.
Na początku 1995 wydała singiel „Wonderful Tonight”, cover piosenki Erica Claptona, z którym dotarła do drugiego miejsca Listy przebojów Programu Trzeciego. Na początku lipca wydała utwór „Szał”, którym zapowiadała swój kolejny album. Za sprzedaż Szok’n’Show uzyskała tytuł dwukrotnej platyny (do dziś sprzedano 400 tys. egzemplarzy) oraz otrzymała Fryderyka 1995 w kategorii „album rockowy”, ponadto była jeszcze ośmiokrotnie nominowana do nagrody w tym roku. Za wideoklip do piosenki „Zegar” odebrała „Złotego Yacha” za najlepszy teledysk roku. Pod koniec 1995 wyprodukowała album zespołu Firebirds.
W październiku 1996 rozpoczęła pracę nad kolejnym albumem, który nagrała w styczniu i w lutym 1997. Premiera płyty Dziecko odbyła się 9 czerwca 1997. Album uzyskał status platynowej płyty. 29 listopada 1999 wydał składankę pt. Dziś są moje urodziny – The Best Of, zawierającą jej największe przeboje oraz premierowe utwory: „XXI Wiek” i „Mistrz”. Pod koniec roku zakończyła współpracę ze wytwórnią Universal Music Polska.
W 2000 zdobyła tytuł Osobowości Dziesięciolecia magazynu „Tylko Rock”, a także współpracowała muzycznie z Justyną Steczkowską, Kazikiem Staszewskim przy utworze „Cztery pokoje” oraz z Anitą Lipnicką. W styczniu 2001 wydała piosenkę „Opowieść”, która znalazła się na kolejnej płycie z serii „Piątki na piątki w Radiu ZET” oraz została wykorzystana w ścieżce dźwiękowej do filmu Nigdy w życiu! (2004). Również w 2001 pojawiła się na albumie zespołu Agressiva 69 w utworze „Egoiści”, będącym zarazem częścią ścieżki dźwiękowej do filmu Mariusza Trelińskiego pod tym samym tytułem. Napisała także kilka tekstów na płytę Edyty Górniak Perła (2002) oraz skomponowała muzykę do pochodzącego z albumu singla „Nie proszę o więcej”.
Na początku 2002 rozpoczęła współpracę z wytwórnią BMG Poland i od 4 marca zaczęła pracę nad nową płytą. 17 czerwca wydała singiel „Niewinność”, którym miała promować swój kolejny album, a 29 czerwca zaprezentowała teledysk do piosenki. Premiera płyty miała mieć miejsce w sierpniu 2002, jednak nigdy nie została wydana. W 2004 nagrała duet „Trudno tak... (razem być nam ze sobą)...” z Krzysztofem Krawczykiem na potrzeby jego albumu pt. To, co w życiu ważne. W sierpniu wystąpili w duecie na festiwalu w Sopocie, Bartosiewicz ponadto uświetniła występem koncert sylwestrowy TVP. 5 czerwca 2005 wystąpiła na Rynku w Krakowie na Festiwalu Piosenki Zaczarowanej, a we wrześniu wzięła udział w koncercie z okazji 10-lecia zespołu Myslovitz. 2 września 2006 wystąpiła w koncercie Tomasza Stańko pt. „Tomasz Stańko i Goście”. Przez niemal kolejne dwa lata nie występowała publicznie, co było spowodowane m.in. żałobą po śmierci jej menedżera i przyjaciela, Jacka Nowakowskiego.

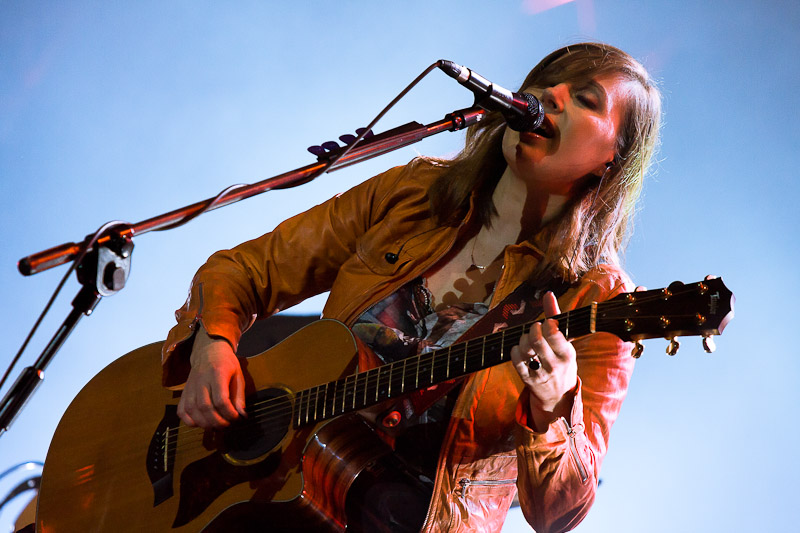
Edyta Bartosiewicz podczas koncertu na Orange Warsaw Festival 2010

5 lipca 2008 powróciła na scenę, występując na festiwalu TOPtrendy w Sopocie podczas koncertu z okazji 45-lecia pracy artystycznej Krzysztofa Krawczyka. 28 sierpnia 2010 zagrała na Orange Warsaw Festival. 19 maja 2011 w głównym wydaniu Wiadomości TVP zaprezentowano premierowo teledysk do jej pierwszego od siedmiu lat studyjnego nagrania – piosenki „Witaj w moim świecie”, którą Bartosiewicz napisała i zaśpiewała do filmu wytwórni Walta Disneya Kubuś i przyjaciele.
22 czerwca 2013 wydała singiel „Rozbitkowie”, którym promowała swój pierwszy od 15 lat album pt. Renovatio (początkowo zatytułowany Tam dokąd zmierzasz, kiedy jego wydanie planowane było w 2002). Do utworu zrealizowała także teledysk z Jarosławem Carrambą Drągiem. Piosenka trafiła na pierwsze miejsce Listy przebojów Programu Trzeciego. 1 października 2013 wydała album pt. Renovatio.
27 października 2014 został wydany dwupłytowy album Love & more..., składający się z reedycji pierwszego solowego krążka artystki, Love i płyty more..., zawierającej archiwalne i premierowe kompozycje. 9 lutego 2015 album ukazał się w wydaniu winylowym jako dwie odrębne płyty: „Love” i „more...”. Całość promowała piosenka „Nie zabijaj miłości”. Bartosiewicz w ramach promocji płyty odbyła trasę koncertową po Polsce, podczas której supportował ją Leski. 8 maja 2020 wydała album pt. Ten moment, za który otrzymała Fryderyka w kategorii „Album roku rock”. Jesienią 2022 prowadziła autorską audycję Niebo czy Las Vegas w Radiu 357. W lutym 2023 ukazał się jej charytatywny singel „OCNŚ” nagrany z okazji 20-lecia działalności Fundacji Ewy Błaszczyk „Akogo”.

## Życie prywatne
Była żoną Leszka Kamińskiego. Mają syna Aleksandra (ur. 1991).

## Dyskografia
Albumy solowe
- Love (1992)
- Sen (1994)
- Szok’n’Show (1995)
- Dziecko (1997)
- Wodospady (1998)
- Dziś są moje urodziny (1999)
- Renovatio (2013)
- Love & more... (2014)
- Ten moment (2020)